# Dawit Czaladze
Dawit Czaladze (gruz. დავით ჩალაძე, ur. 22 stycznia 1976 w Tbilisi) – gruziński piłkarz grający na pozycji napastnika. Czterokrotny reprezentant Gruzji.

## Sukcesy

### Klubowe
Skonto FC
- Mistrzostwo Łotwy: 1997, 1999, 2000, 2001
- Zdobywca Pucharu Łotwy: 1997, 2000, 2001

Anorthosis Famagusta
- Mistrzostwo Cypru: 2004/2005

### Indywidualne
- Król strzelców Virslīgi: 1997 (25 goli)
- Król strzelców Pierwyjego diwizionu: 2002 (20 goli)